# الحبيب المزدوج
الحبيب المزدوج (بالفرنسية: L'Amant double)‏ هو فيلم دراما إثارة بلجيكي فرنسي من إخراج فرانسوا أوزون وبطولة مارين فاكت، جيريمي رينييه، جاكلين بيسيه وميريام بوير، صدر الفيلم في فرنسا في 26 مايو 2017.

## روابط خارجية
- الحبيب المزدوج على موقع IMDb (الإنجليزية)
- الحبيب المزدوج على موقع ميتاكريتيك (الإنجليزية)
- الحبيب المزدوج على موقع روتن توميتوز (الإنجليزية)
- الحبيب المزدوج على موقع ألو سيني (الفرنسية)
- الحبيب المزدوج على موقع أول موفي (الإنجليزية)
- الحبيب المزدوج على موقع فيلمافينيتي (الإسبانية)
- الحبيب المزدوج على موقع قاعدة بيانات الفيلم (الإنجليزية)
- الحبيب المزدوج على موقع ليتربوكسد (الإنجليزية)
- الحبيب المزدوج على موقع كينوبويسك (الروسية)